# تسلیم فاتوسی
تسلیم فاتوسی (Teslim Fatusi؛ زادهٔ ۱۷ سپتامبر ۱۹۷۷) بازیکن سابق فوتبال اهل نیجریه است.
از باشگاه‌هایی که در آن بازی کرده‌است می‌توان به باشگاه فوتبال سروت ۱۸۹۰، باشگاه فوتبال زاکسن لایپزیگ، باشگاه فوتبال اسپرانس تونس، باشگاه فوتبال پولونیا ورشو، باشگاه فوتبال فرنتس‌واروش، باشگاه فوتبال ای‌اس‌ای‌سی میموزاز و باشگاه فوتبال ماگدبورگ ۱ اشاره کرد.